# Rotnasenmaus
Die Rotnasenmaus (Wiedomys pyrrhorhinos) – nicht zu verwechseln mit den Rotnasenratten – ist eine in Brasilien lebende Nagetierart aus der Gruppe der Neuweltmäuse.
Rotnasenmäuse erreichen eine Kopfrumpflänge von 10 bis 13 Zentimeter, ihr Schwanz wird 16 bis 21 Zentimeter lang. Ihr Fell ist am Rücken graubraun und am Bauch weiß gefärbt. Die Nase, die Ohren, die Ringe um die Augen sowie die Außenseiten der Beine sind rot gefärbt.
Diese Nagetiere leben im östlichen Brasilien, ihr Verbreitungsgebiet erstreckt sich von Ceará bis Rio Grande do Sul. Sie bewohnen Buschlandschaften wie etwa die Caatinga. Sie können ausgezeichnet klettern und führen zumindest teilweise eine baumbewohnende Lebensweise. Sie sind nachtaktiv, tagsüber ruhen sie in Nestern, die sie entweder von Vögeln übernehmen oder selbst errichten. Diese Nester werden gemeinschaftlich benutzt, in einem Nest wurden 8 ausgewachsene und 13 Jungtiere gefunden.
Die Nahrung dieser Tiere besteht aus Samen und Insekten.
Die systematische Stellung der Rotnasenmäuse innerhalb der Sigmodontinae ist isoliert. Sie ist mit keiner Art näher verwandt und wird darum in einer eigenen Tribus, Wiedomyini, geführt.
Im Jahr 2005 kam mit der Cerrado-Rotnasenmaus (Wiedomys cerradensis) eine weitere Art in der Gattung dazu.